# Colicodendron valerabellum
Colicodendron valerabellum är en kaprisväxtart som beskrevs av Iltis, T.Ruíz och George Sydney Bunting. Colicodendron valerabellum ingår i släktet Colicodendron, och familjen kaprisväxter. Inga underarter finns listade i Catalogue of Life.